# Deutschland Tour 2021
Deutschland Tour 2021 – 35. edycja wyścigu kolarskiego Deutschland Tour, która odbyła się w dniach od 26 do 29 sierpnia 2021 na liczącej ponad 722 kilometry trasie składającej się z 4 etapów i biegnącej z Stralsund do Norymbergi. Impreza kategorii 2.Pro była częścią UCI ProSeries 2021.

## Etapy
| Etap | Data   | Start – Meta           | type        | Dystans (km) | Suma wzniesień (m) | Zwycięzca etapu    | Lider            |
| ---- | ------ | ---------------------- | ----------- | ------------ | ------------------ | ------------------ | ---------------- |
| 1    | 26 sie | Stralsund – Schwerin   | płaski      | 191,4        | 906 m              | Pascal Ackermann   | Pascal Ackermann |
| 2    | 27 sie | Sangerhausen – Ilmenau | pagórkowaty | 180,8        | 2082 m             | Alexander Kristoff | Pascal Ackermann |
| 3    | 28 sie | Ilmenau – Erlangen     | pagórkowaty | 193,9        | 1923 m             | Nils Politt        | Nils Politt      |
| 4    | 29 sie | Erlangen – Norymberga  | górzysty    | 154,4        | 2122 m             | Alexander Kristoff | Nils Politt      |

## Uczestnicy

### Drużyny
| WorldTeams (9)- Bora-Hansgrohe - Israel Start-Up Nation - Deceuninck-Quick Step - UAE Team Emirates - AG2R Citroën Team - Team DSM - Movistar Team - Intermarché-Wanty-Gobert Matériaux - Bahrain Victorious ProTeams (7)- Gazprom-RusVelo - Alpecin-Fenix - B&B Hotels p/b KTM - Rally Cycling - Uno-X Pro Cycling Team - Sport Vlaanderen-Baloise - Equipo Kern Pharma Continental teams (5)- Bike Aid - Dauner-AKKON - Lotto-Kern-Haus - Team SKS Sauerland NRW - P&S Metalltechnik Reprezentacja- Niemcy |
| |

### Lista startowa
| Bora-Hansgrohe BOH | Bora-Hansgrohe BOH        | Bora-Hansgrohe BOH |
| ------------------ | ------------------------- | ------------------ |
| Nr                 | Kolarz                    | Miejsce            |
| 1                  | Pascal Ackermann (GER)    | 2.                 |
| 2                  | Emanuel Buchmann (GER)    | DNF-4              |
| 3                  | Nils Politt (GER)         | 1.                 |
| 4                  | Andreas Schillinger (GER) | 80.                |
| 5                  | Michael Schwarzmann (GER) | 32.                |
| 6                  | Rüdiger Selig (GER)       | DNF-4              |

| Israel Start-Up Nation ISN | Israel Start-Up Nation ISN | Israel Start-Up Nation ISN |
| -------------------------- | -------------------------- | -------------------------- |
| Nr                         | Kolarz                     | Miejsce                    |
| 11                         | André Greipel (GER)        | 46.                        |
| 12                         | Alex Dowsett (GBR)         | 69.                        |
| 13                         | Chris Froome (GBR)         | 96.                        |
| 14                         | Carl Fredrik Hagen (NOR)   | 53.                        |
| 15                         | Reto Hollenstein (SUI)     | 58.                        |
| 16                         | Rick Zabel (GER)           | DNF-2                      |

| Deceuninck-Quick Step DQT | Deceuninck-Quick Step DQT  | Deceuninck-Quick Step DQT |
| ------------------------- | -------------------------- | ------------------------- |
| Nr                        | Kolarz                     | Miejsce                   |
| 21                        | Mark Cavendish (GBR)       | 42.                       |
| 22                        | João Almeida (POR)         | 18.                       |
| 23                        | Shane Archbold (NZL)       | 56.                       |
| 24                        | Rémi Cavagna (FRA) (szosa) | 51.                       |
| 25                        | Yves Lampaert (BEL)        | 24.                       |
| 26                        | Jannik Steimle (GER)       | 12.                       |

| UAE Team Emirates UAD | UAE Team Emirates UAD    | UAE Team Emirates UAD |
| --------------------- | ------------------------ | --------------------- |
| Nr                    | Kolarz                   | Miejsce               |
| 31                    | Alexander Kristoff (NOR) | 3.                    |
| 32                    | Sven Erik Bystrøm (NOR)  | 11.                   |
| 33                    | Rui Costa (POR)          | 23.                   |
| 34                    | Alessandro Covi (ITA)    | 29.                   |
| 35                    | Davide Formolo (ITA)     | 28.                   |
| 36                    | Felix Groß (GER)         | 99.                   |

| Bahrain Victorious TBV | Bahrain Victorious TBV    | Bahrain Victorious TBV |
| ---------------------- | ------------------------- | ---------------------- |
| Nr                     | Kolarz                    | Miejsce                |
| 41                     | Phil Bauhaus (GER)        | DNS-4                  |
| 42                     | Marco Haller (AUT)        | 6.                     |
| 43                     | Domen Novak (SLO)         | 70.                    |
| 44                     | Hermann Pernsteiner (AUT) | 21.                    |
| 45                     | Marcel Sieberg (GER)      | DNS-4                  |
| 46                     | Dylan Teuns (BEL)         | 4.                     |

| Niemcy GER | Niemcy GER     | Niemcy GER |
| ---------- | -------------- | ---------- |
| Nr         | Kolarz         | Miejsce    |
| 51         | John Degenkolb | 20.        |
| 52         | Pirmin Benz    | 49.        |
| 53         | Jakob Geßner   | 67.        |
| 54         | Jannis Peter   | 79.        |
| 55         | Jonas Rutsch   | 16.        |
| 56         | Henri Uhlig    | 88.        |

| AG2R Citroën Team ACT | AG2R Citroën Team ACT     | AG2R Citroën Team ACT |
| --------------------- | ------------------------- | --------------------- |
| Nr                    | Kolarz                    | Miejsce               |
| 61                    | Ben O’Connor (AUS)        | 38.                   |
| 62                    | Clément Berthet (FRA)     | 44.                   |
| 63                    | Lawrence Naesen (BEL)     | 36.                   |
| 64                    | Nans Peters (FRA)         | DNF-3                 |
| 65                    | Valentin Retailleau (FRA) | 37.                   |

| Gazprom-RusVelo GAZ | Gazprom-RusVelo GAZ      | Gazprom-RusVelo GAZ |
| ------------------- | ------------------------ | ------------------- |
| Nr                  | Kolarz                   | Miejsce             |
| 71                  | Marco Canola (ITA)       | 8.                  |
| 72                  | Igor Bojew (RUS)         | 90.                 |
| 73                  | Fredrik Dversnes (NOR)   | 33.                 |
| 74                  | Eirik Lunder (NOR)       | 59.                 |
| 75                  | Piotr Rikunow (RUS)      | DNF-2               |
| 76                  | Jewgienij Szałunow (RUS) | 87.                 |

| Team DSM DSM | Team DSM DSM           | Team DSM DSM |
| ------------ | ---------------------- | ------------ |
| Nr           | Kolarz                 | Miejsce      |
| 81           | Max Kanter (GER)       | 60.          |
| 82           | Marco Brenner (GER)    | 54.          |
| 83           | Niklas Märkl (GER)     | 43.          |
| 84           | Marius Mayrhofer (GER) | 45.          |
| 85           | Martin Salmon (GER)    | DNF-4        |
| 86           | Florian Stork (GER)    | DNS-3        |

| Uno-X Pro Cycling Team UXT | Uno-X Pro Cycling Team UXT | Uno-X Pro Cycling Team UXT |
| -------------------------- | -------------------------- | -------------------------- |
| Nr                         | Kolarz                     | Miejsce                    |
| 91                         | Rasmus Tiller (NOR)        | 13.                        |
| 92                         | Kristoffer Halvorsen (NOR) | 64.                        |
| 93                         | Daniel Hoelgaard (NOR)     | DNS-1                      |
| 94                         | Julius Johansen (DEN)      | 95.                        |
| 95                         | Anders Skaarseth (NOR)     | 25.                        |
| 96                         | Syver Wærsted (NOR)        | 74.                        |

| Movistar Team MOV | Movistar Team MOV      | Movistar Team MOV |
| ----------------- | ---------------------- | ----------------- |
| Nr                | Kolarz                 | Miejsce           |
| 101               | Marc Soler (ESP)       | 71.               |
| 102               | Dario Cataldo (ITA)    | 62.               |
| 103               | Juri Hollmann (GER)    | 15.               |
| 104               | Matteo Jorgenson (USA) | 26.               |
| 105               | Sebastián Mora (ESP)   | DNS-4             |
| 106               | Antonio Pedrero (ESP)  | DNS-4             |

| Alpecin-Fenix AFC | Alpecin-Fenix AFC          | Alpecin-Fenix AFC |
| ----------------- | -------------------------- | ----------------- |
| Nr                | Kolarz                     | Miejsce           |
| 111               | Philipp Walsleben (GER)    | 39.               |
| 112               | Marcel Meisen (GER)        | 9.                |
| 113               | Alexandar Richardson (GBR) | 85.               |
| 114               | Ben Tulett (GBR)           | 22.               |
| 115               | David van der Poel (NED)   | 27.               |
| 116               | Louis Vervaeke (BEL)       | 31.               |

| Intermarché-Wanty-Gobert Matériaux IWG | Intermarché-Wanty-Gobert Matériaux IWG | Intermarché-Wanty-Gobert Matériaux IWG |
| -------------------------------------- | -------------------------------------- | -------------------------------------- |
| Nr                                     | Kolarz                                 | Miejsce                                |
| 121                                    | Georg Zimmermann (GER)                 | 5.                                     |
| 122                                    | Dries De Pooter (BEL)                  | DNS-2                                  |
| 123                                    | Théo Delacroix (FRA)                   | 77.                                    |
| 124                                    | Alexander Evans (AUS)                  | DNF-2                                  |
| 125                                    | Maxime Jarnet (FRA)                    | 65.                                    |
| 126                                    | Jonas Koch (GER)                       | 10.                                    |

| B&B Hotels p/b KTM BBK | B&B Hotels p/b KTM BBK      | B&B Hotels p/b KTM BBK |
| ---------------------- | --------------------------- | ---------------------- |
| Nr                     | Kolarz                      | Miejsce                |
| 131                    | Pierre Rolland (FRA)        | DNF-4                  |
| 132                    | Bert De Backer (BEL)        | 92.                    |
| 133                    | Jens Debusschere (BEL)      | DNF-4                  |
| 134                    | Cyril Gautier (FRA)         | 57.                    |
| 135                    | Luca Mozzato (ITA)          | 7.                     |
| 136                    | Sebastian Schönberger (AUT) | 48.                    |

| Sport Vlaanderen-Baloise SVB | Sport Vlaanderen-Baloise SVB | Sport Vlaanderen-Baloise SVB |
| ---------------------------- | ---------------------------- | ---------------------------- |
| Nr                           | Kolarz                       | Miejsce                      |
| 141                          | Fabio Van den Bossche (BEL)  | 17.                          |
| 142                          | Ruben Apers (BEL)            | 52.                          |
| 143                          | Alex Colman (BEL)            | DNF-3                        |
| 144                          | Sander De Pestel (BEL)       | 55.                          |
| 145                          | Jens Reynders (BEL)          | 41.                          |
| 146                          | Aaron Verwilst (BEL)         | DNS-4                        |

| Equipo Kern Pharma EKP | Equipo Kern Pharma EKP   | Equipo Kern Pharma EKP |
| ---------------------- | ------------------------ | ---------------------- |
| Nr                     | Kolarz                   | Miejsce                |
| 151                    | Roger Adrià (ESP)        | 19.                    |
| 152                    | Urko Berrade (ESP)       | 30.                    |
| 153                    | Francisco Galván (ESP)   | 34.                    |
| 154                    | Jordi López (ESP)        | 35.                    |
| 155                    | Martí Márquez (ESP)      | DNF-4                  |
| 156                    | Danny van der Tuuk (NED) | 76.                    |

| Rally Cycling RLY | Rally Cycling RLY       | Rally Cycling RLY |
| ----------------- | ----------------------- | ----------------- |
| Nr                | Kolarz                  | Miejsce           |
| 161               | Ben King (USA)          | 89.               |
| 162               | Stephen Bassett (USA)   | 73.               |
| 163               | Nathan Brown (USA)      | DNF-2             |
| 164               | Kyle Murphy (USA)       | 81.               |
| 165               | Emerson Oronte (USA)    | 84.               |
| 166               | Nickolas Zukowsky (CAN) | 61.               |

| Bike Aid BAI | Bike Aid BAI           | Bike Aid BAI |
| ------------ | ---------------------- | ------------ |
| Nr           | Kolarz                 | Miejsce      |
| 171          | Nikodemus Holler (GER) | 103.         |
| 172          | Lucas Carstensen (GER) | DNF-4        |
| 173          | Azzedine Lagab (ALG)   | DNF-4        |
| 174          | Julian Lino (FRA)      | 66.          |
| 175          | Justin Wolf (GER)      | 47.          |
| 176          | Dawit Yemane (ERI)     | 102.         |

| Dauner-AKKON TDA | Dauner-AKKON TDA       | Dauner-AKKON TDA |
| ---------------- | ---------------------- | ---------------- |
| Nr               | Kolarz                 | Miejsce          |
| 181              | Henning Bommel (GER)   | DNF-4            |
| 182              | Dominik Bauer (GER)    | DNF-4            |
| 183              | Roman Duckert (GER)    | 78.              |
| 184              | Frederik Rasmann (GER) | 97.              |
| 185              | Jan-Marc Temmen (GER)  | DNF-4            |
| 186              | Sven Thurau (GER)      | DNF-4            |

| Team Lotto-Kern Haus LKH | Team Lotto-Kern Haus LKH | Team Lotto-Kern Haus LKH |
| ------------------------ | ------------------------ | ------------------------ |
| Nr                       | Kolarz                   | Miejsce                  |
| 191                      | Kim Heiduk (GER)         | DNF-4                    |
| 192                      | Jan Hugger (GER)         | DNF-2                    |
| 193                      | Joshua Huppertz (GER)    | 40.                      |
| 194                      | Pierre-Pascal Keup (GER) | 93.                      |
| 195                      | Christian Koch (GER)     | 83.                      |
| 196                      | Mario Spengler (SUI)     | 100.                     |

| Team SKS Sauerland NRW SVL | Team SKS Sauerland NRW SVL | Team SKS Sauerland NRW SVL |
| -------------------------- | -------------------------- | -------------------------- |
| Nr                         | Kolarz                     | Miejsce                    |
| 201                        | Johannes Adamietz (GER)    | 72.                        |
| 202                        | Michel Gießelmann (GER)    | 101.                       |
| 203                        | Johannes Hodapp (GER)      | 50.                        |
| 204                        | Jon Knolle (GER)           | 94.                        |
| 205                        | Abram Stockman (BEL)       | 82.                        |
| 206                        | Michiel Stockman (BEL)     | 63.                        |

| P&S Metalltechnik PUS | P&S Metalltechnik PUS      | P&S Metalltechnik PUS |
| --------------------- | -------------------------- | --------------------- |
| Nr                    | Kolarz                     | Miejsce               |
| 211                   | Immanuel Stark (GER)       | 91.                   |
| 212                   | Michel Aschenbrenner (GER) | 75.                   |
| 213                   | Robert Jägeler (GER)       | 98.                   |
| 214                   | Tom Lindner (GER)          | 14.                   |
| 215                   | Tobias Nolde (GER)         | 86.                   |
| 216                   | Dominik Röber (GER)        | 68.                   |

| Bora-Hansgrohe BOH | Bora-Hansgrohe BOH        | Bora-Hansgrohe BOH |
| ------------------ | ------------------------- | ------------------ |
| Nr                 | Kolarz                    | Miejsce            |
| 1                  | Pascal Ackermann (GER)    | 2.                 |
| 2                  | Emanuel Buchmann (GER)    | DNF-4              |
| 3                  | Nils Politt (GER)         | 1.                 |
| 4                  | Andreas Schillinger (GER) | 80.                |
| 5                  | Michael Schwarzmann (GER) | 32.                |
| 6                  | Rüdiger Selig (GER)       | DNF-4              |

| Israel Start-Up Nation ISN | Israel Start-Up Nation ISN | Israel Start-Up Nation ISN |
| -------------------------- | -------------------------- | -------------------------- |
| Nr                         | Kolarz                     | Miejsce                    |
| 11                         | André Greipel (GER)        | 46.                        |
| 12                         | Alex Dowsett (GBR)         | 69.                        |
| 13                         | Chris Froome (GBR)         | 96.                        |
| 14                         | Carl Fredrik Hagen (NOR)   | 53.                        |
| 15                         | Reto Hollenstein (SUI)     | 58.                        |
| 16                         | Rick Zabel (GER)           | DNF-2                      |

| Deceuninck-Quick Step DQT | Deceuninck-Quick Step DQT  | Deceuninck-Quick Step DQT |
| ------------------------- | -------------------------- | ------------------------- |
| Nr                        | Kolarz                     | Miejsce                   |
| 21                        | Mark Cavendish (GBR)       | 42.                       |
| 22                        | João Almeida (POR)         | 18.                       |
| 23                        | Shane Archbold (NZL)       | 56.                       |
| 24                        | Rémi Cavagna (FRA) (szosa) | 51.                       |
| 25                        | Yves Lampaert (BEL)        | 24.                       |
| 26                        | Jannik Steimle (GER)       | 12.                       |

| UAE Team Emirates UAD | UAE Team Emirates UAD    | UAE Team Emirates UAD |
| --------------------- | ------------------------ | --------------------- |
| Nr                    | Kolarz                   | Miejsce               |
| 31                    | Alexander Kristoff (NOR) | 3.                    |
| 32                    | Sven Erik Bystrøm (NOR)  | 11.                   |
| 33                    | Rui Costa (POR)          | 23.                   |
| 34                    | Alessandro Covi (ITA)    | 29.                   |
| 35                    | Davide Formolo (ITA)     | 28.                   |
| 36                    | Felix Groß (GER)         | 99.                   |

| Bahrain Victorious TBV | Bahrain Victorious TBV    | Bahrain Victorious TBV |
| ---------------------- | ------------------------- | ---------------------- |
| Nr                     | Kolarz                    | Miejsce                |
| 41                     | Phil Bauhaus (GER)        | DNS-4                  |
| 42                     | Marco Haller (AUT)        | 6.                     |
| 43                     | Domen Novak (SLO)         | 70.                    |
| 44                     | Hermann Pernsteiner (AUT) | 21.                    |
| 45                     | Marcel Sieberg (GER)      | DNS-4                  |
| 46                     | Dylan Teuns (BEL)         | 4.                     |

| Niemcy GER | Niemcy GER     | Niemcy GER |
| ---------- | -------------- | ---------- |
| Nr         | Kolarz         | Miejsce    |
| 51         | John Degenkolb | 20.        |
| 52         | Pirmin Benz    | 49.        |
| 53         | Jakob Geßner   | 67.        |
| 54         | Jannis Peter   | 79.        |
| 55         | Jonas Rutsch   | 16.        |
| 56         | Henri Uhlig    | 88.        |

| AG2R Citroën Team ACT | AG2R Citroën Team ACT     | AG2R Citroën Team ACT |
| --------------------- | ------------------------- | --------------------- |
| Nr                    | Kolarz                    | Miejsce               |
| 61                    | Ben O’Connor (AUS)        | 38.                   |
| 62                    | Clément Berthet (FRA)     | 44.                   |
| 63                    | Lawrence Naesen (BEL)     | 36.                   |
| 64                    | Nans Peters (FRA)         | DNF-3                 |
| 65                    | Valentin Retailleau (FRA) | 37.                   |

| Gazprom-RusVelo GAZ | Gazprom-RusVelo GAZ      | Gazprom-RusVelo GAZ |
| ------------------- | ------------------------ | ------------------- |
| Nr                  | Kolarz                   | Miejsce             |
| 71                  | Marco Canola (ITA)       | 8.                  |
| 72                  | Igor Bojew (RUS)         | 90.                 |
| 73                  | Fredrik Dversnes (NOR)   | 33.                 |
| 74                  | Eirik Lunder (NOR)       | 59.                 |
| 75                  | Piotr Rikunow (RUS)      | DNF-2               |
| 76                  | Jewgienij Szałunow (RUS) | 87.                 |

| Team DSM DSM | Team DSM DSM           | Team DSM DSM |
| ------------ | ---------------------- | ------------ |
| Nr           | Kolarz                 | Miejsce      |
| 81           | Max Kanter (GER)       | 60.          |
| 82           | Marco Brenner (GER)    | 54.          |
| 83           | Niklas Märkl (GER)     | 43.          |
| 84           | Marius Mayrhofer (GER) | 45.          |
| 85           | Martin Salmon (GER)    | DNF-4        |
| 86           | Florian Stork (GER)    | DNS-3        |

| Uno-X Pro Cycling Team UXT | Uno-X Pro Cycling Team UXT | Uno-X Pro Cycling Team UXT |
| -------------------------- | -------------------------- | -------------------------- |
| Nr                         | Kolarz                     | Miejsce                    |
| 91                         | Rasmus Tiller (NOR)        | 13.                        |
| 92                         | Kristoffer Halvorsen (NOR) | 64.                        |
| 93                         | Daniel Hoelgaard (NOR)     | DNS-1                      |
| 94                         | Julius Johansen (DEN)      | 95.                        |
| 95                         | Anders Skaarseth (NOR)     | 25.                        |
| 96                         | Syver Wærsted (NOR)        | 74.                        |

| Movistar Team MOV | Movistar Team MOV      | Movistar Team MOV |
| ----------------- | ---------------------- | ----------------- |
| Nr                | Kolarz                 | Miejsce           |
| 101               | Marc Soler (ESP)       | 71.               |
| 102               | Dario Cataldo (ITA)    | 62.               |
| 103               | Juri Hollmann (GER)    | 15.               |
| 104               | Matteo Jorgenson (USA) | 26.               |
| 105               | Sebastián Mora (ESP)   | DNS-4             |
| 106               | Antonio Pedrero (ESP)  | DNS-4             |

| Alpecin-Fenix AFC | Alpecin-Fenix AFC          | Alpecin-Fenix AFC |
| ----------------- | -------------------------- | ----------------- |
| Nr                | Kolarz                     | Miejsce           |
| 111               | Philipp Walsleben (GER)    | 39.               |
| 112               | Marcel Meisen (GER)        | 9.                |
| 113               | Alexandar Richardson (GBR) | 85.               |
| 114               | Ben Tulett (GBR)           | 22.               |
| 115               | David van der Poel (NED)   | 27.               |
| 116               | Louis Vervaeke (BEL)       | 31.               |

| Intermarché-Wanty-Gobert Matériaux IWG | Intermarché-Wanty-Gobert Matériaux IWG | Intermarché-Wanty-Gobert Matériaux IWG |
| -------------------------------------- | -------------------------------------- | -------------------------------------- |
| Nr                                     | Kolarz                                 | Miejsce                                |
| 121                                    | Georg Zimmermann (GER)                 | 5.                                     |
| 122                                    | Dries De Pooter (BEL)                  | DNS-2                                  |
| 123                                    | Théo Delacroix (FRA)                   | 77.                                    |
| 124                                    | Alexander Evans (AUS)                  | DNF-2                                  |
| 125                                    | Maxime Jarnet (FRA)                    | 65.                                    |
| 126                                    | Jonas Koch (GER)                       | 10.                                    |

| B&B Hotels p/b KTM BBK | B&B Hotels p/b KTM BBK      | B&B Hotels p/b KTM BBK |
| ---------------------- | --------------------------- | ---------------------- |
| Nr                     | Kolarz                      | Miejsce                |
| 131                    | Pierre Rolland (FRA)        | DNF-4                  |
| 132                    | Bert De Backer (BEL)        | 92.                    |
| 133                    | Jens Debusschere (BEL)      | DNF-4                  |
| 134                    | Cyril Gautier (FRA)         | 57.                    |
| 135                    | Luca Mozzato (ITA)          | 7.                     |
| 136                    | Sebastian Schönberger (AUT) | 48.                    |

| Sport Vlaanderen-Baloise SVB | Sport Vlaanderen-Baloise SVB | Sport Vlaanderen-Baloise SVB |
| ---------------------------- | ---------------------------- | ---------------------------- |
| Nr                           | Kolarz                       | Miejsce                      |
| 141                          | Fabio Van den Bossche (BEL)  | 17.                          |
| 142                          | Ruben Apers (BEL)            | 52.                          |
| 143                          | Alex Colman (BEL)            | DNF-3                        |
| 144                          | Sander De Pestel (BEL)       | 55.                          |
| 145                          | Jens Reynders (BEL)          | 41.                          |
| 146                          | Aaron Verwilst (BEL)         | DNS-4                        |

| Equipo Kern Pharma EKP | Equipo Kern Pharma EKP   | Equipo Kern Pharma EKP |
| ---------------------- | ------------------------ | ---------------------- |
| Nr                     | Kolarz                   | Miejsce                |
| 151                    | Roger Adrià (ESP)        | 19.                    |
| 152                    | Urko Berrade (ESP)       | 30.                    |
| 153                    | Francisco Galván (ESP)   | 34.                    |
| 154                    | Jordi López (ESP)        | 35.                    |
| 155                    | Martí Márquez (ESP)      | DNF-4                  |
| 156                    | Danny van der Tuuk (NED) | 76.                    |

| Rally Cycling RLY | Rally Cycling RLY       | Rally Cycling RLY |
| ----------------- | ----------------------- | ----------------- |
| Nr                | Kolarz                  | Miejsce           |
| 161               | Ben King (USA)          | 89.               |
| 162               | Stephen Bassett (USA)   | 73.               |
| 163               | Nathan Brown (USA)      | DNF-2             |
| 164               | Kyle Murphy (USA)       | 81.               |
| 165               | Emerson Oronte (USA)    | 84.               |
| 166               | Nickolas Zukowsky (CAN) | 61.               |

| Bike Aid BAI | Bike Aid BAI           | Bike Aid BAI |
| ------------ | ---------------------- | ------------ |
| Nr           | Kolarz                 | Miejsce      |
| 171          | Nikodemus Holler (GER) | 103.         |
| 172          | Lucas Carstensen (GER) | DNF-4        |
| 173          | Azzedine Lagab (ALG)   | DNF-4        |
| 174          | Julian Lino (FRA)      | 66.          |
| 175          | Justin Wolf (GER)      | 47.          |
| 176          | Dawit Yemane (ERI)     | 102.         |

| Dauner-AKKON TDA | Dauner-AKKON TDA       | Dauner-AKKON TDA |
| ---------------- | ---------------------- | ---------------- |
| Nr               | Kolarz                 | Miejsce          |
| 181              | Henning Bommel (GER)   | DNF-4            |
| 182              | Dominik Bauer (GER)    | DNF-4            |
| 183              | Roman Duckert (GER)    | 78.              |
| 184              | Frederik Rasmann (GER) | 97.              |
| 185              | Jan-Marc Temmen (GER)  | DNF-4            |
| 186              | Sven Thurau (GER)      | DNF-4            |

| Team Lotto-Kern Haus LKH | Team Lotto-Kern Haus LKH | Team Lotto-Kern Haus LKH |
| ------------------------ | ------------------------ | ------------------------ |
| Nr                       | Kolarz                   | Miejsce                  |
| 191                      | Kim Heiduk (GER)         | DNF-4                    |
| 192                      | Jan Hugger (GER)         | DNF-2                    |
| 193                      | Joshua Huppertz (GER)    | 40.                      |
| 194                      | Pierre-Pascal Keup (GER) | 93.                      |
| 195                      | Christian Koch (GER)     | 83.                      |
| 196                      | Mario Spengler (SUI)     | 100.                     |

| Team SKS Sauerland NRW SVL | Team SKS Sauerland NRW SVL | Team SKS Sauerland NRW SVL |
| -------------------------- | -------------------------- | -------------------------- |
| Nr                         | Kolarz                     | Miejsce                    |
| 201                        | Johannes Adamietz (GER)    | 72.                        |
| 202                        | Michel Gießelmann (GER)    | 101.                       |
| 203                        | Johannes Hodapp (GER)      | 50.                        |
| 204                        | Jon Knolle (GER)           | 94.                        |
| 205                        | Abram Stockman (BEL)       | 82.                        |
| 206                        | Michiel Stockman (BEL)     | 63.                        |

| P&S Metalltechnik PUS | P&S Metalltechnik PUS      | P&S Metalltechnik PUS |
| --------------------- | -------------------------- | --------------------- |
| Nr                    | Kolarz                     | Miejsce               |
| 211                   | Immanuel Stark (GER)       | 91.                   |
| 212                   | Michel Aschenbrenner (GER) | 75.                   |
| 213                   | Robert Jägeler (GER)       | 98.                   |
| 214                   | Tom Lindner (GER)          | 14.                   |
| 215                   | Tobias Nolde (GER)         | 86.                   |
| 216                   | Dominik Röber (GER)        | 68.                   |

## Wyniki etapów

### Etap 1
| Stralsund - Schwerin | płaski | (191,4 km) |

| \| Klasyfikacja etapu \| Klasyfikacja etapu \| Klasyfikacja etapu \| Klasyfikacja etapu \| Klasyfikacja etapu \| \| Kolarz \| Kolarz \| Państwo \| Drużyna \| Czas \| \| ------------------ \| ------------------ \| ------------------ \| ------------------------ \| ------------------ \| \| 1. \| Pascal Ackermann \| Niemcy \| Bora-Hansgrohe \| 4h 07' 01" \| \| 2. \| Phil Bauhaus \| Niemcy \| Bahrain Victorious \| + 0" \| \| 3. \| Marco Haller \| Austria \| Bahrain Victorious \| + 0" \| \| 4. \| Yves Lampaert \| Belgia \| Deceuninck-Quick Step \| + 0" \| \| 5. \| Jannik Steimle \| Niemcy \| Deceuninck-Quick Step \| + 0" \| \| 6. \| David van der Poel \| Holandia \| Alpecin-Fenix \| + 0" \| \| 7. \| Luca Mozzato \| Włochy \| B&B Hotels p/b KTM \| + 0" \| \| 8. \| Jens Reynders \| Belgia \| Sport Vlaanderen-Baloise \| + 0" \| \| 9. \| Marco Canola \| Włochy \| Gazprom-RusVelo \| + 0" \| \| 10. \| Kim Heiduk \| Niemcy \| Team Lotto-Kern Haus \| + 0" \| |                    |          |                          |            |
| |                    |          |                          |            |
| Źródło: ProCyclingStats |                    |          |                          |            |
| Klasyfikacja etapu |                    |          |                          |            |
| Kolarz | Kolarz             | Państwo  | Drużyna                  | Czas       |
| 1. | Pascal Ackermann   | Niemcy   | Bora-Hansgrohe           | 4h 07' 01" |
| 2. | Phil Bauhaus       | Niemcy   | Bahrain Victorious       | + 0"       |
| 3. | Marco Haller       | Austria  | Bahrain Victorious       | + 0"       |
| 4. | Yves Lampaert      | Belgia   | Deceuninck-Quick Step    | + 0"       |
| 5. | Jannik Steimle     | Niemcy   | Deceuninck-Quick Step    | + 0"       |
| 6. | David van der Poel | Holandia | Alpecin-Fenix            | + 0"       |
| 7. | Luca Mozzato       | Włochy   | B&B Hotels p/b KTM       | + 0"       |
| 8. | Jens Reynders      | Belgia   | Sport Vlaanderen-Baloise | + 0"       |
| 9. | Marco Canola       | Włochy   | Gazprom-RusVelo          | + 0"       |
| 10. | Kim Heiduk         | Niemcy   | Team Lotto-Kern Haus     | + 0"       |

| \| Klasyfikacja generalna \| Klasyfikacja generalna \| Klasyfikacja generalna \| Klasyfikacja generalna \| Klasyfikacja generalna \| \| Kolarz \| Kolarz \| Państwo \| Drużyna \| Czas \| \| ---------------------- \| ---------------------- \| ---------------------- \| ------------------------ \| ---------------------- \| \| 1. \| Pascal Ackermann \| Niemcy \| Bora-Hansgrohe \| 4h 06' 51" \| \| 2. \| Phil Bauhaus \| Niemcy \| Bahrain Victorious \| + 4" \| \| 3. \| Marco Haller \| Austria \| Bahrain Victorious \| + 6" \| \| 4. \| Yves Lampaert \| Belgia \| Deceuninck-Quick Step \| + 10" \| \| 5. \| Jannik Steimle \| Niemcy \| Deceuninck-Quick Step \| + 10" \| \| 6. \| David van der Poel \| Holandia \| Alpecin-Fenix \| + 10" \| \| 7. \| Luca Mozzato \| Włochy \| B&B Hotels p/b KTM \| + 10" \| \| 8. \| Jens Reynders \| Belgia \| Sport Vlaanderen-Baloise \| + 10" \| \| 9. \| Marco Canola \| Włochy \| Gazprom-RusVelo \| + 10" \| \| 10. \| Kim Heiduk \| Niemcy \| Team Lotto-Kern Haus \| + 10" \| |                    |          |                          |            |
| |                    |          |                          |            |
| Źródło: ProCyclingStats |                    |          |                          |            |
| Klasyfikacja generalna |                    |          |                          |            |
| Kolarz | Kolarz             | Państwo  | Drużyna                  | Czas       |
| 1. | Pascal Ackermann   | Niemcy   | Bora-Hansgrohe           | 4h 06' 51" |
| 2. | Phil Bauhaus       | Niemcy   | Bahrain Victorious       | + 4"       |
| 3. | Marco Haller       | Austria  | Bahrain Victorious       | + 6"       |
| 4. | Yves Lampaert      | Belgia   | Deceuninck-Quick Step    | + 10"      |
| 5. | Jannik Steimle     | Niemcy   | Deceuninck-Quick Step    | + 10"      |
| 6. | David van der Poel | Holandia | Alpecin-Fenix            | + 10"      |
| 7. | Luca Mozzato       | Włochy   | B&B Hotels p/b KTM       | + 10"      |
| 8. | Jens Reynders      | Belgia   | Sport Vlaanderen-Baloise | + 10"      |
| 9. | Marco Canola       | Włochy   | Gazprom-RusVelo          | + 10"      |
| 10. | Kim Heiduk         | Niemcy   | Team Lotto-Kern Haus     | + 10"      |

### Etap 2
| Sangerhausen - Ilmenau | pagórkowaty | (180,8 km) |

| \| Klasyfikacja etapu \| Klasyfikacja etapu \| Klasyfikacja etapu \| Klasyfikacja etapu \| Klasyfikacja etapu \| \| Kolarz \| Kolarz \| Państwo \| Drużyna \| Czas \| \| ------------------ \| ------------------ \| ------------------ \| ---------------------------------- \| ------------------ \| \| 1. \| Alexander Kristoff \| Norwegia \| UAE Team Emirates \| 4h 24' 12" \| \| 2. \| Phil Bauhaus \| Niemcy \| Bahrain Victorious \| + 0" \| \| 3. \| Pascal Ackermann \| Niemcy \| Bora-Hansgrohe \| + 0" \| \| 4. \| Jannik Steimle \| Niemcy \| Deceuninck-Quick Step \| + 2" \| \| 5. \| Sven Erik Bystrøm \| Norwegia \| UAE Team Emirates \| + 2" \| \| 6. \| Rasmus Tiller \| Norwegia \| Uno-X Pro Cycling Team \| + 2" \| \| 7. \| Jonas Koch \| Niemcy \| Intermarché-Wanty-Gobert Matériaux \| + 2" \| \| 8. \| Matteo Jorgenson \| Stany Zjednoczone \| Movistar Team \| + 2" \| \| 9. \| Luca Mozzato \| Włochy \| B&B Hotels p/b KTM \| + 2" \| \| 10. \| Yves Lampaert \| Belgia \| Deceuninck-Quick Step \| + 2" \| |                    |                   |                                    |            |
| |                    |                   |                                    |            |
| Źródło: ProCyclingStats |                    |                   |                                    |            |
| Klasyfikacja etapu |                    |                   |                                    |            |
| Kolarz | Kolarz             | Państwo           | Drużyna                            | Czas       |
| 1. | Alexander Kristoff | Norwegia          | UAE Team Emirates                  | 4h 24' 12" |
| 2. | Phil Bauhaus       | Niemcy            | Bahrain Victorious                 | + 0"       |
| 3. | Pascal Ackermann   | Niemcy            | Bora-Hansgrohe                     | + 0"       |
| 4. | Jannik Steimle     | Niemcy            | Deceuninck-Quick Step              | + 2"       |
| 5. | Sven Erik Bystrøm  | Norwegia          | UAE Team Emirates                  | + 2"       |
| 6. | Rasmus Tiller      | Norwegia          | Uno-X Pro Cycling Team             | + 2"       |
| 7. | Jonas Koch         | Niemcy            | Intermarché-Wanty-Gobert Matériaux | + 2"       |
| 8. | Matteo Jorgenson   | Stany Zjednoczone | Movistar Team                      | + 2"       |
| 9. | Luca Mozzato       | Włochy            | B&B Hotels p/b KTM                 | + 2"       |
| 10. | Yves Lampaert      | Belgia            | Deceuninck-Quick Step              | + 2"       |

| \| Klasyfikacja generalna \| Klasyfikacja generalna \| Klasyfikacja generalna \| Klasyfikacja generalna \| Klasyfikacja generalna \| \| Kolarz \| Kolarz \| Państwo \| Drużyna \| Czas \| \| ---------------------- \| ---------------------- \| ---------------------- \| ---------------------------------- \| ---------------------- \| \| 1. \| Pascal Ackermann \| Niemcy \| Bora-Hansgrohe \| 8h 30' 59" \| \| 2. \| Phil Bauhaus \| Niemcy \| Bahrain Victorious \| + 2" \| \| 3. \| Alexander Kristoff \| Norwegia \| UAE Team Emirates \| + 4" \| \| 4. \| Marco Haller \| Austria \| Bahrain Victorious \| + 11" \| \| 5. \| Georg Zimmermann \| Niemcy \| Intermarché-Wanty-Gobert Matériaux \| + 13" \| \| 6. \| Joshua Huppertz \| Niemcy \| Team Lotto-Kern Haus \| + 13" \| \| 7. \| Nils Politt \| Niemcy \| Bora-Hansgrohe \| + 14" \| \| 8. \| Jannik Steimle \| Niemcy \| Deceuninck-Quick Step \| + 16" \| \| 9. \| Yves Lampaert \| Belgia \| Deceuninck-Quick Step \| + 16" \| \| 10. \| Luca Mozzato \| Włochy \| B&B Hotels p/b KTM \| + 16" \| |                    |          |                                    |            |
| |                    |          |                                    |            |
| Źródło: ProCyclingStats |                    |          |                                    |            |
| Klasyfikacja generalna |                    |          |                                    |            |
| Kolarz | Kolarz             | Państwo  | Drużyna                            | Czas       |
| 1. | Pascal Ackermann   | Niemcy   | Bora-Hansgrohe                     | 8h 30' 59" |
| 2. | Phil Bauhaus       | Niemcy   | Bahrain Victorious                 | + 2"       |
| 3. | Alexander Kristoff | Norwegia | UAE Team Emirates                  | + 4"       |
| 4. | Marco Haller       | Austria  | Bahrain Victorious                 | + 11"      |
| 5. | Georg Zimmermann   | Niemcy   | Intermarché-Wanty-Gobert Matériaux | + 13"      |
| 6. | Joshua Huppertz    | Niemcy   | Team Lotto-Kern Haus               | + 13"      |
| 7. | Nils Politt        | Niemcy   | Bora-Hansgrohe                     | + 14"      |
| 8. | Jannik Steimle     | Niemcy   | Deceuninck-Quick Step              | + 16"      |
| 9. | Yves Lampaert      | Belgia   | Deceuninck-Quick Step              | + 16"      |
| 10. | Luca Mozzato       | Włochy   | B&B Hotels p/b KTM                 | + 16"      |

### Etap 3
| Ilmenau - Erlangen | pagórkowaty | (193,9 km) |

| \| Klasyfikacja etapu \| Klasyfikacja etapu \| Klasyfikacja etapu \| Klasyfikacja etapu \| Klasyfikacja etapu \| \| Kolarz \| Kolarz \| Państwo \| Drużyna \| Czas \| \| ------------------ \| ------------------ \| ------------------ \| ---------------------- \| ------------------ \| \| 1. \| Nils Politt \| Niemcy \| Bora-Hansgrohe \| 4h 25' 15" \| \| 2. \| Dylan Teuns \| Belgia \| Bahrain Victorious \| + 11" \| \| 3. \| André Greipel \| Niemcy \| Israel Start-Up Nation \| + 12" \| \| 4. \| Pascal Ackermann \| Niemcy \| Bora-Hansgrohe \| + 12" \| \| 5. \| John Degenkolb \| Niemcy \| Niemcy \| + 12" \| \| 6. \| Mark Cavendish \| Wielka Brytania \| Deceuninck-Quick Step \| + 12" \| \| 7. \| Marius Mayrhofer \| Niemcy \| Team DSM \| + 12" \| \| 8. \| Alexander Kristoff \| Norwegia \| UAE Team Emirates \| + 12" \| \| 9. \| Sebastián Mora \| Hiszpania \| Movistar Team \| + 12" \| \| 10. \| Johannes Hodapp \| Niemcy \| Team SKS Sauerland NRW \| + 12" \| |                    |                 |                        |            |
| |                    |                 |                        |            |
| Źródło: ProCyclingStats |                    |                 |                        |            |
| Klasyfikacja etapu |                    |                 |                        |            |
| Kolarz | Kolarz             | Państwo         | Drużyna                | Czas       |
| 1. | Nils Politt        | Niemcy          | Bora-Hansgrohe         | 4h 25' 15" |
| 2. | Dylan Teuns        | Belgia          | Bahrain Victorious     | + 11"      |
| 3. | André Greipel      | Niemcy          | Israel Start-Up Nation | + 12"      |
| 4. | Pascal Ackermann   | Niemcy          | Bora-Hansgrohe         | + 12"      |
| 5. | John Degenkolb     | Niemcy          | Niemcy                 | + 12"      |
| 6. | Mark Cavendish     | Wielka Brytania | Deceuninck-Quick Step  | + 12"      |
| 7. | Marius Mayrhofer   | Niemcy          | Team DSM               | + 12"      |
| 8. | Alexander Kristoff | Norwegia        | UAE Team Emirates      | + 12"      |
| 9. | Sebastián Mora     | Hiszpania       | Movistar Team          | + 12"      |
| 10. | Johannes Hodapp    | Niemcy          | Team SKS Sauerland NRW | + 12"      |

| \| Klasyfikacja generalna \| Klasyfikacja generalna \| Klasyfikacja generalna \| Klasyfikacja generalna \| Klasyfikacja generalna \| \| Kolarz \| Kolarz \| Państwo \| Drużyna \| Czas \| \| ---------------------- \| ---------------------- \| ---------------------- \| ---------------------------------- \| ---------------------- \| \| 1. \| Nils Politt \| Niemcy \| Bora-Hansgrohe \| 12h 56' 18" \| \| 2. \| Pascal Ackermann \| Niemcy \| Bora-Hansgrohe \| + 8" \| \| 3. \| Phil Bauhaus \| Niemcy \| Bahrain Victorious \| + 10" \| \| 4. \| Alexander Kristoff \| Norwegia \| UAE Team Emirates \| + 12" \| \| 5. \| Dylan Teuns \| Belgia \| Bahrain Victorious \| + 17" \| \| 6. \| Marco Haller \| Austria \| Bahrain Victorious \| + 19" \| \| 7. \| Georg Zimmermann \| Niemcy \| Intermarché-Wanty-Gobert Matériaux \| + 19" \| \| 8. \| Marcel Meisen \| Niemcy \| Alpecin-Fenix \| + 21" \| \| 9. \| Joshua Huppertz \| Niemcy \| Team Lotto-Kern Haus \| + 21" \| \| 10. \| Marco Canola \| Włochy \| Gazprom-RusVelo \| + 23" \| |                    |          |                                    |             |
| |                    |          |                                    |             |
| Źródło: ProCyclingStats |                    |          |                                    |             |
| Klasyfikacja generalna |                    |          |                                    |             |
| Kolarz | Kolarz             | Państwo  | Drużyna                            | Czas        |
| 1. | Nils Politt        | Niemcy   | Bora-Hansgrohe                     | 12h 56' 18" |
| 2. | Pascal Ackermann   | Niemcy   | Bora-Hansgrohe                     | + 8"        |
| 3. | Phil Bauhaus       | Niemcy   | Bahrain Victorious                 | + 10"       |
| 4. | Alexander Kristoff | Norwegia | UAE Team Emirates                  | + 12"       |
| 5. | Dylan Teuns        | Belgia   | Bahrain Victorious                 | + 17"       |
| 6. | Marco Haller       | Austria  | Bahrain Victorious                 | + 19"       |
| 7. | Georg Zimmermann   | Niemcy   | Intermarché-Wanty-Gobert Matériaux | + 19"       |
| 8. | Marcel Meisen      | Niemcy   | Alpecin-Fenix                      | + 21"       |
| 9. | Joshua Huppertz    | Niemcy   | Team Lotto-Kern Haus               | + 21"       |
| 10. | Marco Canola       | Włochy   | Gazprom-RusVelo                    | + 23"       |

### Etap 4
| Erlangen - Norymberga | górzysty | (154,4 km) |

| \| Klasyfikacja etapu \| Klasyfikacja etapu \| Klasyfikacja etapu \| Klasyfikacja etapu \| Klasyfikacja etapu \| \| Kolarz \| Kolarz \| Państwo \| Drużyna \| Czas \| \| ------------------ \| ------------------- \| ------------------ \| ---------------------------------- \| ------------------ \| \| 1. \| Alexander Kristoff \| Norwegia \| UAE Team Emirates \| 3h 33' 25" \| \| 2. \| Pascal Ackermann \| Niemcy \| Bora-Hansgrohe \| + 0" \| \| 3. \| Luca Mozzato \| Włochy \| B&B Hotels p/b KTM \| + 0" \| \| 4. \| Rasmus Tiller \| Norwegia \| Uno-X Pro Cycling Team \| + 0" \| \| 5. \| Francisco Galván \| Hiszpania \| Equipo Kern Pharma \| + 0" \| \| 6. \| Marco Haller \| Austria \| Bahrain Victorious \| + 0" \| \| 7. \| Jannik Steimle \| Niemcy \| Deceuninck-Quick Step \| + 0" \| \| 8. \| Valentin Retailleau \| Francja \| AG2R Citroën Team \| + 0" \| \| 9. \| John Degenkolb \| Niemcy \| Lotto-Soudal \| + 0" \| \| 10. \| Jonas Koch \| Niemcy \| Intermarché-Wanty-Gobert Matériaux \| + 0" \| |                     |           |                                    |            |
| |                     |           |                                    |            |
| Źródło: ProCyclingStats |                     |           |                                    |            |
| Klasyfikacja etapu |                     |           |                                    |            |
| Kolarz | Kolarz              | Państwo   | Drużyna                            | Czas       |
| 1. | Alexander Kristoff  | Norwegia  | UAE Team Emirates                  | 3h 33' 25" |
| 2. | Pascal Ackermann    | Niemcy    | Bora-Hansgrohe                     | + 0"       |
| 3. | Luca Mozzato        | Włochy    | B&B Hotels p/b KTM                 | + 0"       |
| 4. | Rasmus Tiller       | Norwegia  | Uno-X Pro Cycling Team             | + 0"       |
| 5. | Francisco Galván    | Hiszpania | Equipo Kern Pharma                 | + 0"       |
| 6. | Marco Haller        | Austria   | Bahrain Victorious                 | + 0"       |
| 7. | Jannik Steimle      | Niemcy    | Deceuninck-Quick Step              | + 0"       |
| 8. | Valentin Retailleau | Francja   | AG2R Citroën Team                  | + 0"       |
| 9. | John Degenkolb      | Niemcy    | Lotto-Soudal                       | + 0"       |
| 10. | Jonas Koch          | Niemcy    | Intermarché-Wanty-Gobert Matériaux | + 0"       |

## Klasyfikacje

### Klasyfikacja generalna
| \| Klasyfikacja generalna \| Klasyfikacja generalna \| Klasyfikacja generalna \| Klasyfikacja generalna \| Klasyfikacja generalna \| \| Kolarz \| Kolarz \| Państwo \| Drużyna \| Czas \| \| ---------------------- \| ---------------------- \| ---------------------- \| ---------------------------------- \| ---------------------- \| \| 1. \| Nils Politt \| Niemcy \| Bora-Hansgrohe \| 16h 29' 41" \| \| 2. \| Pascal Ackermann \| Niemcy \| Bora-Hansgrohe \| + 4" \| \| 3. \| Alexander Kristoff \| Norwegia \| UAE Team Emirates \| + 4" \| \| 4. \| Dylan Teuns \| Belgia \| Bahrain Victorious \| + 19" \| \| 5. \| Georg Zimmermann \| Niemcy \| Intermarché-Wanty-Gobert Matériaux \| + 19" \| \| 6. \| Marco Haller \| Austria \| Bahrain Victorious \| + 21" \| \| 7. \| Luca Mozzato \| Włochy \| B&B Hotels p/b KTM \| + 22" \| \| 8. \| Marco Canola \| Włochy \| Gazprom-RusVelo \| + 22" \| \| 9. \| Marcel Meisen \| Niemcy \| Alpecin-Fenix \| + 24" \| \| 10. \| Jonas Koch \| Niemcy \| Intermarché-Wanty-Gobert Matériaux \| + 26" \| |                    |          |                                    |             |
| |                    |          |                                    |             |
| Źródło: ProCyclingStats |                    |          |                                    |             |
| Klasyfikacja generalna |                    |          |                                    |             |
| Kolarz | Kolarz             | Państwo  | Drużyna                            | Czas        |
| 1. | Nils Politt        | Niemcy   | Bora-Hansgrohe                     | 16h 29' 41" |
| 2. | Pascal Ackermann   | Niemcy   | Bora-Hansgrohe                     | + 4"        |
| 3. | Alexander Kristoff | Norwegia | UAE Team Emirates                  | + 4"        |
| 4. | Dylan Teuns        | Belgia   | Bahrain Victorious                 | + 19"       |
| 5. | Georg Zimmermann   | Niemcy   | Intermarché-Wanty-Gobert Matériaux | + 19"       |
| 6. | Marco Haller       | Austria  | Bahrain Victorious                 | + 21"       |
| 7. | Luca Mozzato       | Włochy   | B&B Hotels p/b KTM                 | + 22"       |
| 8. | Marco Canola       | Włochy   | Gazprom-RusVelo                    | + 22"       |
| 9. | Marcel Meisen      | Niemcy   | Alpecin-Fenix                      | + 24"       |
| 10. | Jonas Koch         | Niemcy   | Intermarché-Wanty-Gobert Matériaux | + 26"       |

| Klasyfikacja punktowa | Klasyfikacja punktowa | Klasyfikacja punktowa | Klasyfikacja punktowa  | Klasyfikacja punktowa |
| Kolarz                | Kolarz                | Państwo               | Drużyna                | Punkty                |
| --------------------- | --------------------- | --------------------- | ---------------------- | --------------------- |
| 1.                    | Pascal Ackermann      | Niemcy                | Bora-Hansgrohe         | 46 pkt                |
| 2.                    | Alexander Kristoff    | Norwegia              | UAE Team Emirates      | 33 pkt                |
| 3.                    | Jannik Steimle        | Niemcy                | Deceuninck-Quick Step  | 17 pkt                |
| 4.                    | Nils Politt           | Niemcy                | Bora-Hansgrohe         | 15 pkt                |
| 5.                    | Dylan Teuns           | Belgia                | Bahrain Victorious     | 15 pkt                |
| 6.                    | Luca Mozzato          | Włochy                | B&B Hotels p/b KTM     | 15 pkt                |
| 7.                    | Marco Haller          | Austria               | Bahrain Victorious     | 14 pkt                |
| 8.                    | Rasmus Tiller         | Norwegia              | Uno-X Pro Cycling Team | 12 pkt                |
| 9.                    | Matteo Jorgenson      | Stany Zjednoczone     | Movistar Team          | 8 pkt                 |
| 10.                   | John Degenkolb        | Niemcy                | Lotto-Soudal           | 8 pkt                 |

| Klasyfikacja punktowa | Klasyfikacja punktowa | Klasyfikacja punktowa | Klasyfikacja punktowa  | Klasyfikacja punktowa |
| Kolarz                | Kolarz                | Państwo               | Drużyna                | Punkty                |
| --------------------- | --------------------- | --------------------- | ---------------------- | --------------------- |
| 1.                    | Pascal Ackermann      | Niemcy                | Bora-Hansgrohe         | 46 pkt                |
| 2.                    | Alexander Kristoff    | Norwegia              | UAE Team Emirates      | 33 pkt                |
| 3.                    | Jannik Steimle        | Niemcy                | Deceuninck-Quick Step  | 17 pkt                |
| 4.                    | Nils Politt           | Niemcy                | Bora-Hansgrohe         | 15 pkt                |
| 5.                    | Dylan Teuns           | Belgia                | Bahrain Victorious     | 15 pkt                |
| 6.                    | Luca Mozzato          | Włochy                | B&B Hotels p/b KTM     | 15 pkt                |
| 7.                    | Marco Haller          | Austria               | Bahrain Victorious     | 14 pkt                |
| 8.                    | Rasmus Tiller         | Norwegia              | Uno-X Pro Cycling Team | 12 pkt                |
| 9.                    | Matteo Jorgenson      | Stany Zjednoczone     | Movistar Team          | 8 pkt                 |
| 10.                   | John Degenkolb        | Niemcy                | Lotto-Soudal           | 8 pkt                 |

| Klasyfikacja górska | Klasyfikacja górska | Klasyfikacja górska | Klasyfikacja górska   | Klasyfikacja górska |
| Kolarz              | Kolarz              | Państwo             | Drużyna               | Punkty              |
| ------------------- | ------------------- | ------------------- | --------------------- | ------------------- |
| 1.                  | Louis Vervaeke      | Belgia              | Alpecin-Fenix         | 10 pkt              |
| 2.                  | Dario Cataldo       | Włochy              | Movistar Team         | 10 pkt              |
| 3.                  | Justin Wolf         | Niemcy              | Bike Aid              | 8 pkt               |
| 4.                  | Rémi Cavagna        | Francja             | Deceuninck-Quick Step | 5 pkt               |
| 5.                  | Kyle Murphy         | Stany Zjednoczone   | Rally Cycling         | 5 pkt               |
| 6.                  | Dylan Teuns         | Belgia              | Bahrain Victorious    | 4 pkt               |
| 7.                  | Jannis Peter        | Niemcy              | Rad-net Rose Team     | 4 pkt               |
| 8.                  | Julian Lino         | Francja             | Bike Aid              | 3 pkt               |
| 9.                  | Robert Jägeler      | Niemcy              | P&S Metalltechnik     | 3 pkt               |
| 10.                 | Jannik Steimle      | Niemcy              | Deceuninck-Quick Step | 3 pkt               |

| Klasyfikacja górska | Klasyfikacja górska | Klasyfikacja górska | Klasyfikacja górska   | Klasyfikacja górska |
| Kolarz              | Kolarz              | Państwo             | Drużyna               | Punkty              |
| ------------------- | ------------------- | ------------------- | --------------------- | ------------------- |
| 1.                  | Louis Vervaeke      | Belgia              | Alpecin-Fenix         | 10 pkt              |
| 2.                  | Dario Cataldo       | Włochy              | Movistar Team         | 10 pkt              |
| 3.                  | Justin Wolf         | Niemcy              | Bike Aid              | 8 pkt               |
| 4.                  | Rémi Cavagna        | Francja             | Deceuninck-Quick Step | 5 pkt               |
| 5.                  | Kyle Murphy         | Stany Zjednoczone   | Rally Cycling         | 5 pkt               |
| 6.                  | Dylan Teuns         | Belgia              | Bahrain Victorious    | 4 pkt               |
| 7.                  | Jannis Peter        | Niemcy              | Rad-net Rose Team     | 4 pkt               |
| 8.                  | Julian Lino         | Francja             | Bike Aid              | 3 pkt               |
| 9.                  | Robert Jägeler      | Niemcy              | P&S Metalltechnik     | 3 pkt               |
| 10.                 | Jannik Steimle      | Niemcy              | Deceuninck-Quick Step | 3 pkt               |

| Klasyfikacja młodzieżowa | Klasyfikacja młodzieżowa | Klasyfikacja młodzieżowa | Klasyfikacja młodzieżowa           | Klasyfikacja młodzieżowa |
| Kolarz                   | Kolarz                   | Państwo                  | Drużyna                            | Czas                     |
| ------------------------ | ------------------------ | ------------------------ | ---------------------------------- | ------------------------ |
| 1.                       | Georg Zimmermann         | Niemcy                   | Intermarché-Wanty-Gobert Matériaux | 16h 30' 00"              |
| 2.                       | Luca Mozzato             | Włochy                   | B&B Hotels p/b KTM                 | + 3"                     |
| 3.                       | Jannik Steimle           | Niemcy                   | Deceuninck-Quick Step              | + 7"                     |
| 4.                       | Rasmus Tiller            | Norwegia                 | Uno-X Pro Cycling Team             | + 7"                     |
| 5.                       | Tom Lindner              | Niemcy                   | P&S Metalltechnik                  | + 7"                     |
| 6.                       | Juri Hollmann            | Niemcy                   | Movistar Team                      | + 7"                     |
| 7.                       | Jonas Rutsch             | Niemcy                   | EF Education-Nippo                 | + 7"                     |
| 8.                       | Fabio Van den Bossche    | Belgia                   | Sport Vlaanderen-Baloise           | + 7"                     |
| 9.                       | João Almeida             | Portugalia               | Deceuninck-Quick Step              | + 7"                     |
| 10.                      | Roger Adrià              | Hiszpania                | Equipo Kern Pharma                 | + 7"                     |

| Klasyfikacja młodzieżowa | Klasyfikacja młodzieżowa | Klasyfikacja młodzieżowa | Klasyfikacja młodzieżowa           | Klasyfikacja młodzieżowa |
| Kolarz                   | Kolarz                   | Państwo                  | Drużyna                            | Czas                     |
| ------------------------ | ------------------------ | ------------------------ | ---------------------------------- | ------------------------ |
| 1.                       | Georg Zimmermann         | Niemcy                   | Intermarché-Wanty-Gobert Matériaux | 16h 30' 00"              |
| 2.                       | Luca Mozzato             | Włochy                   | B&B Hotels p/b KTM                 | + 3"                     |
| 3.                       | Jannik Steimle           | Niemcy                   | Deceuninck-Quick Step              | + 7"                     |
| 4.                       | Rasmus Tiller            | Norwegia                 | Uno-X Pro Cycling Team             | + 7"                     |
| 5.                       | Tom Lindner              | Niemcy                   | P&S Metalltechnik                  | + 7"                     |
| 6.                       | Juri Hollmann            | Niemcy                   | Movistar Team                      | + 7"                     |
| 7.                       | Jonas Rutsch             | Niemcy                   | EF Education-Nippo                 | + 7"                     |
| 8.                       | Fabio Van den Bossche    | Belgia                   | Sport Vlaanderen-Baloise           | + 7"                     |
| 9.                       | João Almeida             | Portugalia               | Deceuninck-Quick Step              | + 7"                     |
| 10.                      | Roger Adrià              | Hiszpania                | Equipo Kern Pharma                 | + 7"                     |

| Klasyfikacja drużynowa | Klasyfikacja drużynowa | Klasyfikacja drużynowa       | Klasyfikacja drużynowa |
| Drużyna                | Drużyna                | Państwo                      | Czas                   |
| ---------------------- | ---------------------- | ---------------------------- | ---------------------- |
| 1.                     | Bahrain Victorious     | Bahrajn                      | 49h 30' 18"            |
| 2.                     | UAE Team Emirates      | Zjednoczone Emiraty Arabskie | + 1"                   |
| 3.                     | Deceuninck-Quick Step  | Belgia                       | + 10"                  |
| 4.                     | Alpecin-Fenix          | Belgia                       | + 42"                  |
| 5.                     | Bora-Hansgrohe         | Niemcy                       | + 4' 30"               |

| Klasyfikacja drużynowa | Klasyfikacja drużynowa | Klasyfikacja drużynowa       | Klasyfikacja drużynowa |
| Drużyna                | Drużyna                | Państwo                      | Czas                   |
| ---------------------- | ---------------------- | ---------------------------- | ---------------------- |
| 1.                     | Bahrain Victorious     | Bahrajn                      | 49h 30' 18"            |
| 2.                     | UAE Team Emirates      | Zjednoczone Emiraty Arabskie | + 1"                   |
| 3.                     | Deceuninck-Quick Step  | Belgia                       | + 10"                  |
| 4.                     | Alpecin-Fenix          | Belgia                       | + 42"                  |
| 5.                     | Bora-Hansgrohe         | Niemcy                       | + 4' 30"               |